# Saint-Sulpice-d'Excideuil
Saint-Sulpice-d'Excideuil é uma comuna francesa na região administrativa da Nova Aquitânia, no departamento Dordonha. Possui uma área de 19,72 km² e 355 habitantes (censo de 1999), perfazendo uma densidade demográfica de 18 hab/km².	